# فريدي ميلز
فريدي ميلز (بالإنجليزية: Freddie Mills)‏ مواليد 26 يونيو 1919 في بورنموث، هامبشير، إنجلترا، المملكة المتحدة - الوفاة 25 يوليو 1965 في لندن، كان ملاكم بريطاني سابق.

## إحصائيات
خاض خلال مسيرته 101 نزالا، فاز في 76 وتعادل في 7 وخسر في 18. فاز بالضربة القاضية في 49 نزالا.

## روابط خارجية
- فريدي ميلز على موقع IMDb (الإنجليزية)
- فريدي ميلز على موقع قاعدة بيانات الفيلم (الإنجليزية)
- فريدي ميلز على موقع بوكس ريك (الإنجليزية) (registration required)